# Steins;Gate
Steins;Gate (シュタインズ・ゲート, Shutainzu Gēto) é uma visual novel japonesa desenvolvida pela 5pb e pela Nitroplus. Foi lançada em 15 de outubro de 2009 para o Xbox 360. Essa é a segunda vez que essas empresas trabalham juntas depois de Chaos;Head. Uma versão foi feita para o sistema operacional Windows, que foi lançada em 26 de agosto de 2010 e outra versão para PSP, lançada em 23 de junho de 2011. O jogo foi descrito pela equipe de desenvolvimento como "jogo de aventura de ciência hipotética". O modo de jogar em Steins;Gate segue um enredo não-linear que oferece cenários pré-determinados com algumas interações com o jogador.

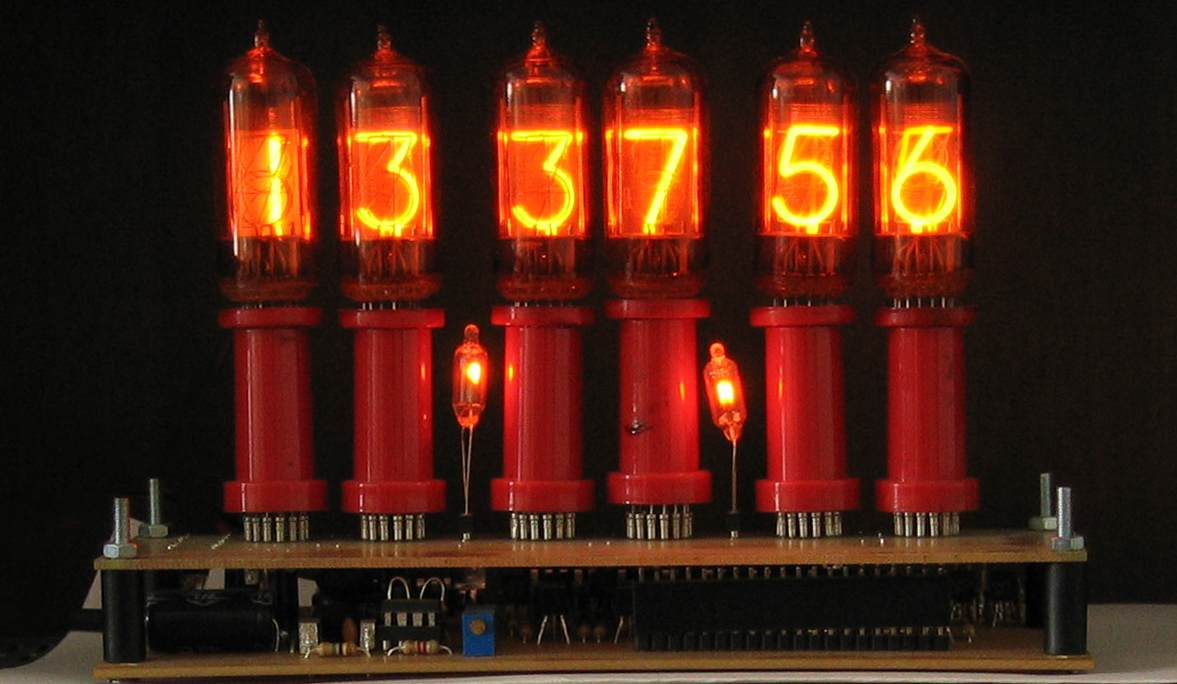
Um equipamento que utiliza Tubos de Nixie parecido com o medidor de divergência do anime.

A história de Steins;Gate acontece em Akihabara e é sobre um grupo de amigos que customizaram seu microondas em um dispositivo que pode mandar mensagens para o passado. Como eles fazem diversos experimentos, uma organização chamada SERN, que vem fazendo suas próprias pesquisas sobre viagem no tempo descobre esse grupo e agora os personagens tem de encontrar uma maneira para evitar ser capturado por eles. Steins;Gate tem sido elogiado por seu enredo e as vozes dos atores. Uma adaptação para mangá foi feita por Sarachi Yomi e começou a ser distribuída pela revista Monthly Comic Alive em 26 de setembro de 2009. Uma segunda série de mangás foi feita por Kenji Mizuta e distribuida pela revista Monthly Comic Blade em 28 de dezembro de 2009. Uma versão em anime foi ao ar no Japão entre 6 de abril de 2011 e 14 de setembro de 2011, com intenção de ser levada para o cinema. Uma sequência do jogo chamada Steins;Gate: Hiyoku Renri no Darling foi lançada em 16 de junho de 2011. A segunda sequência do jogo chamada Steins;Gate 8bit foi lançada em 28 de Novembro de 2011.

## Jogabilidade
Steins; gameplay Gate ' requer pouca interação do jogador como a maior parte da duração do jogo é gasto lendo o texto que aparece na tela, o que representa ou o diálogo entre os vários personagens ou os pensamentos do protagonista. Como muitos outros romances visuais, existem pontos específicos em Steins; Gate onde o usuário tem a opção de afetar a direção do jogo.
Para esses pontos de decisão, o Steins; Gate apresenta ao usuário o sistema de "phone trigger" (フォーントリガー, fōn torigā)  . Quando o jogador recebe uma chamada telefônica, o jogador pode escolher atender ou ignorar a chamada. As mensagens de texto recebidas têm palavras específicas sublinhadas e destacadas em azul, como um hiperlink em um navegador, que o jogador pode selecionar para responder à mensagem de texto. A maioria das ligações ou mensagens de texto não exige resposta, embora haja certos pontos do jogo em que o jogador é obrigado a agir. Dependendo das escolhas do jogador de como responder a essas ligações e mensagens de texto, o enredo irá progredir em uma direção específica.

## Enredo

### Steins;Gate
A história de Steins;Gate começa em 28 de julho de 2010, em Akihabara, com Rintarō Okabe e Mayuri Shiina indo para o prédio da  Rádio Kaikan. Dentro do prédio, Okabe encontra o corpo de Kurisu Makise em cima de uma poça de sangue em uma sala. Ele deixa o prédio com a Mayuri em pânico e envia uma mensagem para Itaru Hashida sobre o acidente quando todas as pessoas em sua volta somem rapidamente. Elas aparecem momentos depois mas ninguém em sua volta teve a mesma experiência.
Sem saber o que acontecia, Okabe foi estudar esse fenômeno de enviar a mensagem para o microondas e descobriu que assim as mensagens eram enviadas para o passado, podendo alterar o futuro. E ele e seus amigos começam a explorar essa descoberta até que a organização chamada SERN descobre sobre eles e tenta persegui-los. A partir deste ponto Okabe e seus amigos tentam escapar do futuro que as diversas linhas de mundo que eles visitaram os ofereceria.

### Steins;Gate 0
Steins;Gate 0 reconta os fatos desde o 23 alternativo em Steins;Gate em que Okabe falha em salvar Makise Kurisu. Suzuha tenta fazer Okabe a retornar na máquina do tempo para salvar Kurisu, mas Mayuri a impede. Nessa história conhecemos uma parte da linha temporal em que Suzuha veio e também trouxe uma passageira com ela do futuro, Kagari Shiina. Okabe ainda tenta se recuperar da depressão por ele causar a morte acidental da Kurisu, mas se depara num banner a Makise Kurisu, uma Inteligência Artificial criada por Alexis Leskinen e Maho Hiyajo

## Personagens principais
- Rintarō Okabe (岡部倫太郎, Okabe Rintarō)

Dublador: Mamoru Miyano (Japão), André Rinaldi (Brasil)
Okabe é auto-proclamado um cientista louco e algumas vezes se refere como  Hououin Kyouma (鳳凰院凶真, Hōōin Kyōma), que é um alter ego. Mayuri e Daru o chamam de Okarin (オカリン). Ele é o fundador do que chama de "Laboratório de Experimentos do Futuro" (未来ガジェット研究所, Mirai Gajetto Kenkyūjo) em Akihabara em que ele passa a maior parte de seu tempo. Devido a suas brincadeiras, os membros do laboratório dizem que possui Chuunibyou (pessoas que acreditam que possuem poderes especiais e que são diferentes de humanos comuns), como, por exemplo, se referir a uma "organização", responsável por ligações de celular inexistentes e algumas brincadeiras. Geralmente apresenta atitude arrogante, mas é sempre gentil com sua amiga de infância Mayuri. Como ele experimenta diversas viagens no tempo, percebe que possui a habilidade de lembrar das linhas do tempo das quais já esteve, que é chamada de "Reading Steiner". O personagem tem 18 anos e é estudante do primeiro ano da Tokyo Denki University.

HistóriaDepois de presenciar a Kurisu ser esfaqueada, este tentou mandar uma mensagem para o Daru, mas a mensagem através do microondas, fez com que Okabe voltasse no tempo, evitando a morte de Kurisu, alterando a história. Okabe por algumas vezes tentou voltar no tempo, tendo este suas memórias inalteradas, mas os outros parecem não se lembrar de nada. A SERN perseguiu Okabe e seu grupo, mas quando Okabe tentou voltar no tempo via Mayuri morrer diversas vezes, que o quase enlouqueceu. Foi capaz de alterar a história graças a ajuda de Suzuha, mas proibido de se deparar com seu outro eu. Este passou a ter um interesse romântico por Kurisu, que levou-o a salvá-la quando viajou no tempo. Okabe procurou Kurisu depois de ser salva, mas esta parece ter tido visões em sua mente achando ser sonho, mas pareceu ser real e quando Okabe a chamou de Christina, esta age como costumava ser das outras vezes, embora fosse a primeira vez dela.
Linha beta (Steins Gate Zero): Okabe retorna deprimido depois de dar adeus a Kurisu. Kurisu escolheu sacrificar sua existência para Mayuri continuar viva. Ela também é morta quando Okabe viaja no tempo e mata Kurisu sem querer, quando o Prof. Nakabachi, pai de Kurisu tentou se desviar de ser esfaqueado por Okabe. Okabe tenta viver sua vida conforme a vontade de Kurisu, mas acabou sabendo da criação de uma inteligência artificial baseada em Makisu Kurisu, Amadeus Kurisu. Okabe também descobre da existência de uma menina que possui os mesmos traços de Kurisu, Kagari Shiina, adotada por Mayuri no futuro. Os criadores do projeto Amadeus são o Prof. Alexis Leskinen e Maho Hiyajo, personagem que possui uma deficiência física, não cresce, também confundida como uma criança, mas depois passa a possuir uma boa relação por Okabe. Okabe em maioria das vezes era contra mexer com o fluxo temporal, sendo que isso resultasse na morte de Mayuri e outras pessoas, como também destruiria vidas de outras pessoas. Ele descobre que Leskinen era o cabeça por fazer a lavagem cerebral em Kagari e Judy Reyes, funcionária ligada ao Amadeus. Okabe teve de reviver seu alter ego Hououin Kyouma e também usar seu velho jaleco tradicional, ele não mais tinha depois da morte da Kurisu. Okabe teve de usar a máquina pula-tempo, criação de Kurisu para evitar que Leskinen use seu ataque para matar Mayuri e Suzuha na máquina do tempo e também para que pessoas próximas a ele não sejam mortas.
Versão alternativa (Mayuri morta): Okabe estava colapsando devido ao seu Reading Steiner e acaba em uma outra realidade onde vê Kurisu viva, mas não a Mayuri. Okabe começa a ficar deprimido e pensa em viver numa realidade em que Mayuri possa ficar viva. Kurisu percebendo que o Okabe era outro, ela leva Okabe até o túmulo da família Shiina. Okabe estava fazendo exatamente ao outro Okabe quando estava deprimido quando vinha para visitar o túmulo da família Shiina. Kurisu grava os dados no telefone de Okabe, no intuito de realizar o d'mail. Okabe por um lado reluta em usar o d'mail sendo que isso seria o adeus definitivo para Kurisu, mas esta o faz e deixa uma mensagem a Okabe como um pedido de desculpas.
Futuro: Depois de Okabe usar o pula-tempo incompleto pela segunda vez, Okabe acaba parando no futuro em 2036. Os membros do laboratório nomeados por Okabe lutam para sobreviver. Daru assume o posto de Okabe, mas fica magro e Maho também auxiliando Daru. Okabe estava em coma no período de 11 anos em 2025, em que depois é dado como morto, em que seu corpo morre mas não sua consciência. Okabe também vê Rukako, mas é ferido mortalmente e este teve de usar o pula-tempo diversas vezes para retornar para 2010 para evitar àquela realidade terrível, além de reviver seu alter ego Hououin Kyouma. Depois de realizar a operação Arclight (Arco Voltai-co. na dublagem brasileira), criada por Mayuri, anos a frente, Okabe manda um vídeo de d'mail para seu outro eu de 2010 para não alterar a história, mas uma única alteração, em que Kurisu deve sobreviver. Mais a frente, Okabe viaja para 18000 a.C (antes do nascimento de Cristo), não citado na história para salvar Suzuha e Mayuri que ficaram presas depois de usar o último combustível da máquina do tempo.
Movie: No movie, Okabe começa a sofrer os efeitos do Reading Steiner em que esse pudesse desaparecer. Okabe depois percebe e depois sabia que para isso fosse significar a existência de Kurisu e Mayuri. Kurisu viaja no tempo e tenta levantar o ânimo de Okabe jovem, para ir atrás de Mayuri entristecida na lápide da avó e fazer Mayuri sua refém. Uma referência fala do primeiro beijo de Okabe e Kurisu no episódio 22, no movie.
- Makise Kurisu (牧瀬紅莉栖, Kurisu Makise)

Dubladora: Asami Imai (Japão), Maitê Cunha (Brasil)
Makise Kurisu (ou Marx Chris, em algumas traduções em inglês) é uma cientista pesquisadora de uma universidade americana e fluente em inglês. Teve uma pesquisa publicada em um jornal científico aos 18 anos. Quando criança, estudava os trabalhos de seu pai sobre viagens temporais e conseguia refuta-los, ferindo seu orgulho e desgastando a relação entre os dois, por esse motivo, não tem falado com ele há muitos anos. Okabe chama ela de assistente (助手, joshu) ou um número de identificação no laboratório, e também como Christina (クリスティーナ). Passou a ser o interesse romântico de Okabe.

Personalidade INTJIdealistas práticos e visionários, porém inspiradores e incansáveis. É comparada com uma Tsundere, embora esta fale que não.
História : Esta estava tentando provar sua teoria e foi se encontrar com seu pai, mas acaba sendo morta pelo pai e este tentou roubar a teoria dela, Okabe acaba se deparando com o cadáver de Kurisu e manda uma mensagem ao Daru, acabando a ativar o microondas-fone sendo que isso a trouxesse viva. Ela acaba virando membro do grupo de Okabe relutantemente, ela é chamada de assistente e também de Christina, que detesta, até depois chegar a relevar tal ato. Tais d'mails efetuados resultava na morte de Mayuri e esta tentou levantar o ânimo de Okabe, contudo, para evitar a morte de Mayuri, d'mails antes feitos deveriam ser desfeitos, mas um d'mail precisava ser desfeito, que causaria a inexistência de Kurisu. Kurisu optou-se por sacrificar sua existência, mas Okabe demonstrou ser contra, sabendo que isso sacrificaria sua existência, mas Okabe atende o desejo da menina. Okabe vai ao laboratório para desfazer o último d'mail, mas Kurisu corre para falar com Okabe para falar como se sentia, depois de Okabe dizer como se sentia, mas sua existência é apagada antes de poder confessar a Okabe. Okabe depois viaja no tempo com Suzuha para evitar a morte de Kurisu e também evitar a 3a Guerra Mundial, mas falha em salvar Kurisu. Na segunda vez Okabe se fere para salvar Kurisu de seu pai e tenta fazer Kurisu ficar inconsciente no sangue do próprio Okabe. Eles depois se reencontram depois de algum tempo, mas esta ainda tem àquele mesmo comportamento de Tsundere.
Linha beta (Steins Gate Zero): Depois de morta por Okabe, acidentalmente, seu cérebro foi recolhido para a criação da Inteligência Artificial Amadeus. Ela aparece em um banner, deixando Okabe perplexo. Okabe foi conhecer o Amadeus, mas percebe que parte da Kurisu vivia no tal programa. Quando Okabe a chamou de Christina, sem querer, esta também não entendeu e nem se incomodou. Depois, esta passa a adquirir tais comportamentos como Tsundere, mesmo sendo uma inteligência em dados e depois quando Okabe voltou a reviver seu alter ego como Hououin Kyouma. Para salvar Suzuha e Mayuri, Amadeus opta-se por sacrificar sua existência através o d'rine, que ela, Maho e Daru estavam trabalhando. A despedida de Okabe e Amadeus foi dolorosa, assim como na série anterior. Okabe depois é mandado para a outra linha alternativa em que tem de dar fim aos dados de Amadeus para evitar a 3a Guerra Mundial.
Versão alternativa (Mayuri morta): Okabe estava colapsando devido ao seu Reading Steiner e acaba em uma outra realidade onde vê Kurisu viva, mas não a Mayuri. Okabe começa a ficar deprimido e pensa em viver numa realidade em que Mayuri possa ficar viva. Kurisu percebendo que o Okabe era outro, ela leva Okabe até o túmulo da família Shiina. Okabe estava fazendo exatamente ao outro Okabe quando estava deprimido quando vinha para visitar o túmulo da família Shiina. Kurisu grava os dados no telefone de Okabe, no intuito de realizar o d'mail. Okabe por um lado reluta em usar o d'mail sendo que isso seria o adeus definitivo para Kurisu, mas esta o faz e deixa uma mensagem a Okabe como um pedido de desculpas.
Futuro: No futuro Kurisu permaneceu como Amadeus. Ela estava cuidando de Okabe depois de quando foi dado como morto. Assistia junto com Maho e Daru. Ela auxiliou Okabe para mandá-lo para outras linhas temporais para infinitas vezes, embora isso exigisse do Okabe.
Movie: No movie, Okabe começa a sofrer os efeitos do Reading Steiner em que esse pudesse desaparecer. Okabe depois percebe e depois sabia que para isso fosse significar a existência de Kurisu e Mayuri. Kurisu viaja no tempo, mas quando ia sofrer um acidente ela é salva pelo Okabe jovem, até ser morto. Kurisu se convence em tentar seguir em frente seguindo a vontade de Okabe, sem tentar trazê-lo de volta. Convencida por Suzuha, ela volta no tempo novamente e tenta levantar o ânimo de Okabe, para ir atrás de Mayuri entristecida na lápide da avó e fazer Mayuri sua refém. Uma referência fala do primeiro beijo de Okabe e Kurisu no episódio 22, no movie.
- Mayuri Shiina (椎名まゆり, Shiina Mayuri)

Dubladora: Kana Hanazawa (Japão), Bianca Lua (Brasil)
Mayuri é uma amiga de infância de Okabe. Ela gosta de criar fantasias de cosplay e trabalha numa cafeteria chamada "Mayqueen Nyannyan". Ela algumas vezes chama ela mesma de Mayushii (まゆしぃ), que também Daru a chama. Ela tipicamente canta tutturū (トゥットゥルー) quando ela chega de algum lugar ou se apresenta a alguém. Ela possui o hábito de dizer que é refém de Okabe. Tem dezesseis anos e está no segundo ano de um vestibular para entrar numa universidade. A SERN passou a perseguir o grupo de Okabe em que levava a morte de Mayuri.

Personalidade ISFP: Artistas flexíveis e charmosos, sempre prontos para explorar ou experimentar algo novo.
História: Okabe via Mayuri em frente ao túmulo da avó e também olhando no céu e a convida para fazer parte do laboratório, fazendo dela sua refém, um modo de dizer. Ele também chama Daru para formar um grupo de laboratório e também ele cria seu alter ego como Hououin Kyouma. Após Kurisu se juntar ao grupo de Okabe, eles criam uma máquina de d'mail. Mayuri é fâ do Oopa, um bicho em forma de bola com sinais de um urso. Tais d'mails acabou resultando na morte de Mayuri. Para evitar a morte de Mayuri, tais d'mais precisava ser desfeito, sendo que o último d'mail resultaria na morte de Kurisu. Okabe viaja no tempo no intuito de salvar Kurisu. Ao retornar do passado, Okabe se encontrava colapsado, depois deste causar a morte de Kurisu, acidental. Mayuri bate em Okabe para que este não desista de Kurisu. Ele depois recebe um d'mail para salvar Kurisu sem alterar o fluxo natural da história, em que depois consegue salvar Kurisu.
Linha beta (Steins Gate Zero): Depois de Okabe retornar colapsado do passado através da máquina do tempo com Suzuha, Suzuha tenta convencer Okabe a retornar ao passado, mas Mayuri a impede. Mayuri pôde ter que viver viva e bem, mas acabou sendo doloroso para Okabe, por não ter Kurisu do seu lado. Ela queria ser sua Orihime para Okabe, mas não poderia ocupar o lugar de Kurisu, quem ela elegeu como Hikoboshi, porque Kurisu foi a pessoa que Okabe amou. Ela também descobre de uma menina que veio do futuro e se chama Kagari Shiina e via Mayuri como sua mãe, porque ela foi adotada por Mayuri no futuro depois dela perder sua verdadeira família. Para trazer o Okabe de volta, ela decide viajar ao passado com Suzuha para realizar a operação Arclight. Uma das vezes Okabe era contra, mas depois aceita porque Mayuri precisava convencer seu outro eu para tentar convencer Okabe de retornar ao passado para salvar Kurisu. Ela acaba sendo envolvida na guerra da DURPA e Stratfor chefiada por Leskinen e responsável por fazer a lavagem cerebral em Kagari e Judy Reyes em que é quase morta com Suzuha na máquina do tempo em um ataque de um míssil disparado de um helicóptero. Na última tentativa, eles conseguem realizar a operação Arclight e conseguem viajar ao passado, Mayuri e Suzuha. Mayuri liga para sua versão do passado para convencer Okabe a retornar ao passado e assim conseguiu fazê-lo. Estagnadas no passado no ano 18000 a.C, elas recebem a visita de Okabe de 2036, em que ele as salva e leva elas de volta ao ano de 2036.
Versão alternativa (Mayuri morta): Okabe acaba em uma linha temporal em que Mayuri está morta, quando ele fica colapsado através de seu Reading Steiner. Kurisu leva Okabe para o túmulo da família Shiina e depois convence Okabe a retornar a sua linha temporal, em que Kurisu não existe mais.
Futuro: Mayuri é vista cuidando de Kagari, filha adotiva depois de perder os pais. Ela depois é mandada junto com Suzuha em que a guerra continuava, a 3a Guerra Mundial.
- Itaru "Daru" Hashiba (橋田至, Hashiba Itaru)

Dubladora: Tomokazu Seki (Japão), Bruno Casemiro (Brasil)
Daru é um hacker experiente que conhece Okabe desde quando estavam no colégio. Ele é muito bom em programação e com velhos e novos equipamentos. Ele também é considerado um otaku. Okabe e Mayuri se referem a ele pelo apelido Daru (ダル), que é baseado em seu nome Itaru. Okabe algumas vezes chama de Super Hacker (スーパーハカー, Sūpā Hakā). Ele é um grande fã da Feiris. Tem 19 anos e como Okabe, é estudante da Tokyo Denki University. Ele usa o pseudônimo de John Titor ou Barril Titor.
Personalidade ISTP: Experimentadores práticos e ousados, mestre em todos os tipos de ferramentas.
Linha beta (Steins Gate Zero): Ele acaba conhecendo Yuki Amane, que depois viria ser a mãe de Suzuha. Eles se conheceram em uma Comima, em que só tem mangás. Ela já tinha aparecido no fim de Steins Gate em que ela tem cabelo curto, ela é confundida como Suzuha por Okabe. Em Stenis Gate Zero ela tem cabelo longo. Suzuha tenta aproximar Daru e Yuki, embora não tendo êxito, mas depois Daru consegue ter êxito com a Yuki. Daru bateu em Okabe duas vezes, uma por tentar agir como idiota, no que se referia a tentar voltar no tempo e outra em que fez Okabe reviver o seu alter ego Hououin Kyouma, depois dele presenciar o futuro doloroso que ele viu.
Versão alternativa (Mayuri morta): Daru se encontra com Okabe, mas Okabe se encontrava confuso depois de estar num mundo em que ele parou. Ele ainda estava desanimado e queria poder ver Mayuri viva. Ele depois repreende Okabe depois dele impedir de descobrir os planos da SERN. Daru convence Kurisu para poder ver Okabe.
Futuro: No futuro ele aparece magro, mas responsável pelo seu grupo na sobrevivência da 3a Guerra Mundial. Maho e Amadeus Kurisu o assistia no laboratório e Feiris, Rukako e Suzuha lutaram para buscar sobreviventes da guerra.
Movie: Okabe começa a sofrer os efeitos do Reading Steiner em que esse pudesse desaparecer. Apesar de tal fato, a existência de Okabe acaba sendo apagada da mente de todos, mas Daru foi dado como o criador do grupo como membro 001.
- Moeka Kiryū (桐生萌郁, Kiryū Moeka)

Dubladora: Saori Gotō (Japão), Luciana Barbosa (Brasil)
Moeka é uma garota alta que tropeça em Akihabara e está procurando por um IBN 5100, um computador. Moeka é extremamente cuidadosa com seu celular e fica agitada se alguém tenta pegar da mão dela. Ela é muito tímida e prefere falar com alguém mandando mensagens de texto em vez de falar com quem estiver na frente dela. Ela tem 20 anos. Ela é vista como agente da SERN em que tenta capturar o grupo de Okabe e assassinar a Mayuri. Durante a alteração temporal ela é vista como funcionária numa loja que conserta tevês. Okabe a chama de "Polegar Brilhante".

Personalidade ISTJ: Indivíduos práticos e extremamente confiáveis.
História: Moeka era uma garota que apenas podia se comunicar com o seu celular mensagens de texto. Através de um d'mail, ela troca de celular, mas também vira membro da SERN. No intuito de desfazer os d'mails para salvar Mayuri, ele pega o celular de Moeka, mas nada aconteceu porque era um outro celular. Segundo Moeka ela seguia ordens de FB, acreditando ser mulher, mas o verdadeiro cabeça era na verdade Yūgo Tennōji cujo codinome era Ferdinand Braun, explicando o FB. Yūgo depois mata Moeka e ele mata a si mesmo e Okabe pega o celular de Moeka com Yūgo e desfaz o d'mail trazendo ela de volta viva. Ela depois aparece como funcionária de Yūgo como funcionária numa loja que conserta tevês.
Linha beta (Steins Gate Zero): Nesse mundo paralelo, ela vive como detetive de investigação. Ela tem trabalhado para Okabe para encontrar pistas e também para fazer favores. Ela parece ter um lado eroge quando ia ficar com a Feiris. Ela também é perita em disfarces quando ela ia assistir o Okabe.
Futuro: Ela é vista como parte da rebelião em que tenta sobreviver na 3a Guerra Mundial.
- Rukako Urushibara (漆原るか, Urushibara Rukako)

Dubladora: Yū Kobayashi (Japão), Monalisa Capella (Brasil)
Rukako ou Ruka é um garoto bishōnen que tem a aparência de uma garota, e sempre se veste tradicionalmente de mulher. Kurisu inicialmente pensa que é uma garota. Ele é muito amigo de Mayuri e frequentemente é chamado para usar seus cosplays. Houve uma mudança temporal em que Ruka vira mulher. Devido a mudança temporal Ruka volta a ser garoto.

Personalidade INFP: Pessoas poéticas, bondosas e altruísta, sempre prontos para ajudar uma boa causa.
História: Mesmo sendo menino, este acaba sendo assediado por outros assediadores, mas é salvo graças a Okabe. Ele tenta manejar a espada como monge. Apenas Okabe acredita por Rukako ser menino, embora os outros a veem como menina. Rukako manda um d'mail para virar menina, que acontece. Tal d'mail que resultaria na morte de Mayuri. Rukako depois tem um último encontro com Okabe e relembra de velhas memórias de quando era menino, mesmo como menina começou a gostar de Okabe. Logo depois Rukako volta a ser menino.
Linha beta (Steins Gate Zero): Rukako é visto junto das meninas, Yuki namorada do Daru, Feiris, Mayuri, Fubuki e Kaede, novas personagens de Steins Gate Zero.
Futuro: Ele é visto usando uma katana e armado lutando para proteger os sobreviventes da guerra pela 3a Guerra Mundial em 2036. Ele acaba morrendo nos braços de Okabe, tal fator que o levou a reviver seu alter ego Hououin Kyouma. Sua versão atual ele possui um cabelo longo. Ele aparece junto de Okabe quando este estava fazendo um video para mandar para o outro Okabe para alterar o passado.
- Feiris Meowmeow (フェイリス ニャンニャン, Feirisu Nyannyan) / Akiha Rumiho (秋葉留未穂, Akiha Rumiho)

Dubladora: Haruko Momoi (Japão), Andressa Bodê (Brasil)
Feiris trabalha na cafeteria "Mayqueen Nyannyan", o mesmo lugar que Mayuri trabalha, e é a garçonete mais popular. Seu verdadeiro nome é Akiha Rumiho. Ela gosta de acrescentar meow (ニャン, nyan) nas suas frases, onomatopeias referente a gatos. Ela tem 17 anos.

Personalidade ENTP: Pensadores espertos e curiosos que não resistem ao um desafio intelectual.
História: Ela é funcionária da cafeteria "Mayqueen Nyannyan" e colega de trabalho com Mayuri, que se caracteriza no serviço como uma cosplay. Ela amarra o cabelo tipo maria-chiquinha, mas as amarras do cabelo são como se fosse orelhas de gato. Ela também mandou um d'mail para que seu pai esteja vivo, como também desapareceu a cafeteria Mayqueen Nyannyan que ela trabalhava. Ela comenta a Okabe que seu pai foi morto em um tempo atrás. Tal d'mail precisava ser desfeito no intuito de salvar Mayuri. Feiris se convenceu de que não deveria viver num mundo de fantasia e tal d'mail é desfeito, fazendo a Feiris voltar a ser ela mesma, como também volta a cafeteria Mayqueen Nyannyan.
Linha beta (Steins Gate Zero): Ela aparece junto de Mayuri, Rukako e duas outras meninas Fubuki e Kaede.
Futuro: Na linha futurística ela sobrevive junto de Rukako e Suzuha desde fatos da 3a Guerra Mundial. Ela faz um video para Okabe para que ele salve a Kurisu no passado de 2010.
- Suzuha Amane (阿万音鈴羽, Amane Suzuha)

Dubladora: Yukari Tamura (Japão), Thaís Lucena (Brasil)
Suzuha trabalha em parte de seu tempo na loja que fica abaixo da casa de Okabe e está procurando por seu pai em Akihabara. Ela adora andar de bicicleta e não gosta da Kurisu porque ela disse que ela veio do ano 2036 onde a máquina do tempo foi feita por Kurisu que trabalha para a SERN. Ela tem 18 anos.  Segundo a teoria de Mayuri, ela é filha de Daru que veio do futuro, esta estava querendo ver o pai, até depois poder encontrá-lo. Ela é a personagem principal de um mangá, Steins;Gate: Bōkan no Rebellion. Okabe a chama de "Guerreira Ajudante".

Personalidade ISTP: Experimentadores práticos e ousados, mestre em todos os tipos de ferramentas.
História: Ela veio do futuro para ficar de olho no Okabe para alterar o futuro de onde ela veio. Okabe pede a Daru para consertar a máquina do tempo, foi depois quando ela descobre que o Daru é o pai dela. Ela viaja no tempo e o grupo descobre que Suzuha morre e manda uma carta dizendo que se desculpa e diz diversas vezes "Eu falhei". Com a morte de Kurisu na sua linha temporal, Suzuha retorna e avisa de um fato inusitado da 3a Guerra Mundial. Primeiramente eles vão a momentos antes de Kurisu morrer, que falha. Na segunda vez eles seguem intruções do Okabe de 2036 e conseguem salvar a Kurisu.
Linha beta (Steins Gate Zero): Com base no episódio 23 da primeira fase, Okabe acaba falhando em salvar Kurisu. Suzuha ia bater no Okabe mas Mayuri a impede. Okabe começa viver sua vida, mas solitário e deprimido sem a Kurisu. Okabe também tinha seus contras em mexer na linha temporal. Suzuha também traz uma viajante do tempo Kagari Shiina, adotada por Mayuri. Ela também tem seus problemas com Kagari pelo fato dela sofrer lavagem cerebral do Leskinen. Ela também tem tentado aproximar Yuki a sua mãe e o Daru. Sua mãe acaba virando vítima da guerra no futuro. Ela decide viajar no futuro junto com Mayuri para alterar o passado e salvar Okabe e Kurisu. Mas estas são vítimas de um ataque de um míssil disparado de um helicóptero. Após muitas tentativas Suzuha e Mayuri conseguem viajar no passado.
Futuro: Ela é vista salvando Okabe depois de despertar de seu coma. Ela tem ajudado os sobreviventes desde quando iniciou a 3a Guerra Mundial. Ela tem auxiliado Daru magro e Maho. Numa mudança temporal, Suzuha aparece pequena, indicando que Daru e Yuki deram a luz a ela ou outra menina com um outro nome. Ela está acompanhada de Kagari crescida e de cabelo cortado.
- Yūgo Tennōji (天王寺裕吾, Tennōji Yūgo)

Dublador: Masaki Terasoma (Japão), Rodrigo Martim (Brasil)
Característica: Ele é o proprietário da casa de Okabe, e é dono de uma loja que conserta TV abaixo da casa de Okabe. Okabe às vezes lhe chama de "Mr Braun".
Personalidade ESTJ: Administradores excelentes, inigualáveis em gerenciar coisas ou pessoas.
História: Ele é o proprietário da casa de Okabe, e é dono de uma loja que conserta TV abaixo da casa de Okabe, mas também o cabeça por trás da SERN, também pelas letras FB, ou Ferdinand Braun.
Linha beta (Steins Gate Zero): Yūgo ajuda o grupo de Okabe de uma invasão. Okabe procura Yūgo para falar das memórias e cogitou sobre a lavagem cerebral no qual Leskinen sujeitou Kagari.
- Dr. Nakabachi (ドクター中鉢) ou Shoichi Kurisu (牧瀬 章一)

Dublador: Mitsuru Ogata (Japão), Sérgio Moreno (Brasil)
Dr. Nakabachi é o pai de Makise Kurisu. Sua obsessão em querer ofuscar a filha o levou a iniciar a 3a Guerra Mundial, também o responsável por causar a morte de Kurisu. Este já confrontou Okabe em que ele falha em salvar Kurisu, mas na segunda vez Kurisu sobrevive e Dr. Nakabachi tem seus planos frustrados por Okabe.
- Yuki Amane (阿万音 由季, Amane Yuki)

Dubladora: Yukari Tamura (Japão), Thaís Lucena (Steins;Gate), Flávia Narciso (Steins;Gate 0, Brasil)
Yuki é a namorada de Daru e mãe de Suzuha. Ela apareceu em Steins Gate no episódio 25 quando Okabe a confunde com a Suzuha. Ela possui cabelo curto. Em Steins Gate Zero, ela tinha conhecido Mayuri e Rukako e foi apresentada ao Daru, que então os dois começam a sair. Ela possui um cabelo longo e também vestindo um cosplay. No futuro Yuki é morta tentando proteger Suzuha, mas a filha carrega boas recordações de quando ela ainda era viva. Ainda no futuro de 2036, Yuki e Daru deram a luz a pequena Suzuha, ou uma outra menina de outro nome. Ela seria o membro do laboratório 009.
- Maho Hiyajo (比屋定真帆, Hiyajo Maho)

Dubladora: Sayuri Yahagi (Japão), Luísa Horta (Brasil)
Ela é amiga de Kurisu pouco antes de Kurisu conhecer o Okabe. Ela tenta superar a perda de Kurisu depois de sair do funeral. Ela é interprete do Prof. Alexis Leskinen. Ela teve um desentendimento com o Okabe pelo fato de seu tamanho, uma deficiência física. Ela tem guardado alguns fatos salvos da Kurisu do notebook dela, que Okabe queria se desfazer, tal fagulha que se iniciaria a 3a Guerra Mundial. Quando a inteligência artificial Amadeus foi criada, ela achou que Amadeus era na verdade dados e não uma vida criada, mas percebe que Amadeus era mais que isso e acabou se tornando na Makise Kurisu, como também parte da Kurisu humana começou a aparecer. Depois de Okabe voltar a ser o seu alter ego Hououin Kyouma, ele elege Maho sua assistente e a chama de Hiyajo Savina e também fica em cima dela por causa de seu tamanho. No futuro ela é assistente de Daru e trabalha numa forma de restaurar a história. Ainda em 2036, ela trabalha com Okabe e Daru para criar uma máquina do tempo para salvar Suzuha e Mayuri que estavam perdidas em outra linha do tempo. Ela acaba virando o membro do laboratório 010.
- Nae Tennōji (天王寺 綯, Tennōji Nae)

Dubladora: Ayano Yamamoto (Japão), Hannah Kupper (Brasil)
Ela é filha de Yūgo Tennōji, a garota mimada querendo atenção. Yūgo faz todo tipo de coisa para fazer a Nae feliz, mesmo no que diz respeito quando tentam machucá-la. Em Steins Gate Zero ela é um pouco mais madura e anda junto de Suzuha, Rukako, Feiris, Mayuri e outras meninas. Ela é conhecida como Sargento Limpeza, um lado que Daru gosta e também é chamado de urso.
- Kagari Shiina (椎名 かがり, Shiina Kagari)

Dubladora: Megumi Han (Japão), Carol Sodré (Brasil)
Kagari é uma das meninas orfãs da guerra. Ela depois é adotada por Mayuri. Ela parece ter herdado os traços de Kurisu, mesmo não tendo relação com Okabe ou com Kurisu. O nome Kagari foi dado por Mayuri que vem do kagaribi ou fogueira por causa de seu cabelo ruivo. Ela fazia consultas numa outra linha temporal do futuro e quem a consultava era o Dr. Alexis Leskinen, que a sujeita numa lavagem cerebral. Ela viaja junto com Suzuha para tentar sobreviver e foge de Suzuha, mas estava sobre a influência da lavagem cerebral de Leskinen. Ela tinha se deparado com o jovem Okabe, mas fora da lavagem cerebral. Ela é apresentada por Rukako, mas estava sem memórias e também possui os traços da Kurisu. Mal sabia eles que Kagari foi procurar Leskinen do presente e este a faz passar pela lavagem cerebral e a força contar coisas do futuro. Através de uma música de Beethoven, Kagari se torna numa assassina, mas conseguiu superar a influência da lavagem cerebral e esta tenta impedir que Mayuri viajasse no tempo. Okabe e Mayuri consegue convencer Kagari a deixar sua mãe Mayuri viajar na máquina do tempo e Okabe já garante que irá salvá-la. Depois de Suzuha e Mayuri viajar no tempo, já se passam 26 anos desde 2010. Ela está acompanhado a pequena Suzuha, ou outra menina de nome diferente, filha de Daru e Yuki e ela entrega o Oopa, um bicho de metal que ganhou de Mayuri para Okabe entregar a mãe. Ela seria o membro do laboratório 011.
- Alexis Leskinen (アレクシス・レスキネン)

Dublador: Yōji Ueda (Japão), Fernando Prata (Brasil)
Personagem estrangeiro que veio divulgar o projeto Amadeus e tem Maho para traduzi-lo enquanto este falava inglês. Este depois também passou a se interessar por Okabe. Numa linha alternativa do futuro, ele cuidava de Kagari, como também a influenciava na lavagem cerebral. Ele é o antagonista da nova série e o cabeça da Stratfor que desencadeou a 3a Guerra Mundial. Leskinen depois de instruir Kagari no futuro, Kagari e Suzuha viajam ao passado, depois Kagari foge de Suzuha e se encontra com Leskinen para passar detalhes que desencadearia a 3a Guerra Mundial. Judy Reyes acaba virando uma vítima de Leskinen através da lavagem cerebral cujo código era K-6205. Através da máquina pula-tempo recriada por Okabe, Daru e Maho, Okabe consegue frustrar os planos de Leskinen, como também evitar as consequências da 3a Guerra Mundial.

### A história

#### Final adequado
A história a seguir é baseada no final correto e também é o enredo usado no anime.
Steins; Gate ocorre no distrito de Akihabara , em Tóquio . Em 28 de julho de 2010, Okabe Rintaro e sua amiga Shiina Mayuri dirigem-se ao prédio da Rádio Kaikan para uma conferência, onde Rintaro encontra uma garota chamada Makise Kurisu deitada em uma poça de sangue. Enquanto Rintaro envia uma mensagem de texto sobre o incidente para seu amigo, Itaru "Daru" Hashida, ele experimenta um fenômeno estranho e as pessoas ao seu redor desaparecem, sem que ninguém perceba que algo mudou. Depois de mais tarde encontrar Kurisu, que está estranhamente vivo e bem, e descobrir que a mensagem que havia enviado a Itaru chegara uma semana antes de enviá-la, Rintaro logo deduz que o 'Microondas Móvel' ele e seus amigos que vem se desenvolvendo é, na verdade, uma máquina do tempo capaz de enviar mensagens de texto para o passado. Ele e seus amigos logo descobrem que a SERN, uma organização que vem pesquisando viagens no tempo há algum tempo, conseguiu enviar humanos ao passado, embora todos pareçam ter resultado na morte dos sujeitos de teste. Rintaro começa a fazer experiências com "D-Mails" (Dメール, D mēru, short for DeLorean mail) , que começam a causar grandes diferenças na linha do tempo. Kurisu também consegue criar um dispositivo para enviar as memórias de uma pessoa através do micro-ondas, permitindo que a pessoa efetivamente pule no passado.
No entanto, SERN aprende sobre a máquina do tempo e envia um grupo liderado por Moeka para recuperá-la, matando Mayuri no processo. Usando a máquina de salto no tempo de Kurisu, Rintaro viaja de volta no tempo várias vezes para tentar salvar Mayuri, mas sem sucesso. Quando Rintaro chega ao fim, ele é abordado por Amane Suzuha, uma garota de um futuro governado por SERN devido à posse de uma máquina do tempo, que lhe diz que ele precisa retornar a uma linha de mundo Beta na qual Mayuri não morrerá. Desfazendo os efeitos dos D-Mails que causaram mudanças na linha do tempo, Rintaro recupera a posse de um PC IBN 5100 que eles perderam antes, permitindo que eles invadam os sistemas do SERN e excluam as evidências do D-Mail original de Rintaro. No entanto, Rintaro percebe que, ao fazer isso, ele terá que retornar a uma linha mundial na qual Kurisu está morto. Depois de perceberem seus sentimentos um pelo outro, Kurisu diz a Rintaro para salvar Mayuri. Relutantemente, Rintaro concorda e exclui a evidência de seu D-Mail do banco de dados do SERN, retornando-o à linha de mundo Beta.
Algum tempo depois, Suzuha aparece antes de Rintaro, tendo chegado em uma máquina do tempo do futuro. Ela diz a Rintaro que a única maneira de evitar a Terceira Guerra Mundial no futuro é evitar a morte de Kurisu nas mãos de seu pai, Dr. Nakabachi, que roubou sua teoria da viagem no tempo para publicá-la em seu próprio nome. No entanto, esta operação termina em um desastre, pois Rintaro acaba matando o próprio Kurisu por engano. Após essa falha, Rintaro recebe uma mensagem de seu futuro eu, dizendo-lhe que a maneira de salvar Kurisu sem alterar os eventos que o levaram a desenvolver uma máquina do tempo é enganar seu eu passado fazendo-o acreditar que Kurisu havia sido morto e, assim, alcançar o valor de divergência de 1,048596%, que ele chama de 'Steins Gate'. Voltando ao passado novamente, Rintaro coloca sua própria vida em perigo para salvar a vida de Kurisu, impedir Nakabachi de escapar com sucesso com a teoria da viagem no tempo e enganar seu eu passado, colocando-o em uma jornada no tempo. Retornando à linha mundial Steins Gate, a salvo da ameaça de uma terceira guerra mundial, Rintaro e Kurisu conseguem se reunir por acaso (ou pelo destino) nas ruas de Akihabara.

#### Finais alternativos
As escolhas do jogador ao longo do jogo podem resultar em finais alternativos .
- No final Amane Suzuha, Okabe decide não enviar o D-Mail que o impediria de perseguir Suzuha. Para evitar a morte de Mayuri, ele revive os últimos dois dias antes de seu assassinato por meio de constantes saltos no tempo. Após incontáveis saltos, Okabe perde toda emoção e personalidade devido a reviver os mesmos dois dias por toda a eternidade. Eventualmente, Suzuha percebe o comportamento de Okabe. Ela diz a ele que ele vai "morrer" lentamente por dentro, e a divergência estabelecida no mundo continuará conforme planejado. Ambos decidem viajar ao passado juntos e juram impedir o futuro distópico de SERN, apesar da possibilidade de ambos perderem suas memórias na chegada.
- No final Faris NyanNyan, Okabe decide não enviar o D-Mail que resulta na morte do pai de Faris para tentar impedir a perda do computador IBN 5100. Em vez disso, ele envia um D-Mail diferente na tentativa de convencer o pai de Faris a não se separar do computador IBN. Mais de 1% de divergência é alcançada, mas o medidor de divergência dá uma saída estranha e nenhum dos amigos de Okabe tem qualquer lembrança dele. Nesta worldline, Okabe e Faris são um casal e vivem juntos, participando dos torneios de jogos de cartas RaiNet Access Battlers. Embora desapontado por nenhum de seus amigos se lembrar dele, Okabe ainda está satisfeito por ter sido capaz de evitar a morte de Mayuri. Ele decide construir uma nova vida com Faris ao seu lado.
- No Urushibara Luka Ending, Okabe decide não enviar o D-Mail que reverte Luka para um cara. Ele aceita totalmente a morte esperada de Mayuri e não faz mais tentativas de salvá-la, e eles passam os últimos dois dias juntos antes que ela morra de ataque cardíaco. Okabe e Luka decidem passar o resto de suas vidas juntos, ambos compartilhando uma pontada de culpa e tristeza que só eles entenderiam. Em uma cena pós-crédito, é revelado que agora eles têm um filho juntos.
- No final de Shiina Mayuri, Okabe deve escolher entre salvar Mayuri ou Kurisu. Percebendo que ele nutre sentimentos românticos por Mayuri, Okabe e Kurisu decidem retornar à linha de mundo Beta em que o assassinato de Kurisu continua como planejado. Depois de invadir o banco de dados do SERN com o computador IBN, uma divergência de 1% é alcançada. Okabe jura se lembrar de suas memórias de Kurisu e passa seu tempo com Mayuri como amantes.
- O final Makise Kurisu segue uma rota semelhante para o Fim Verdadeiro. Para chegar a esse final, deve-se ter várias conversas com Kurisu durante o jogo. Isso permite que Okabe e Kurisu percebam seus sentimentos íntimos um pelo outro. Ao contrário do True End, a morte de Kurisu não é evitada após os créditos.

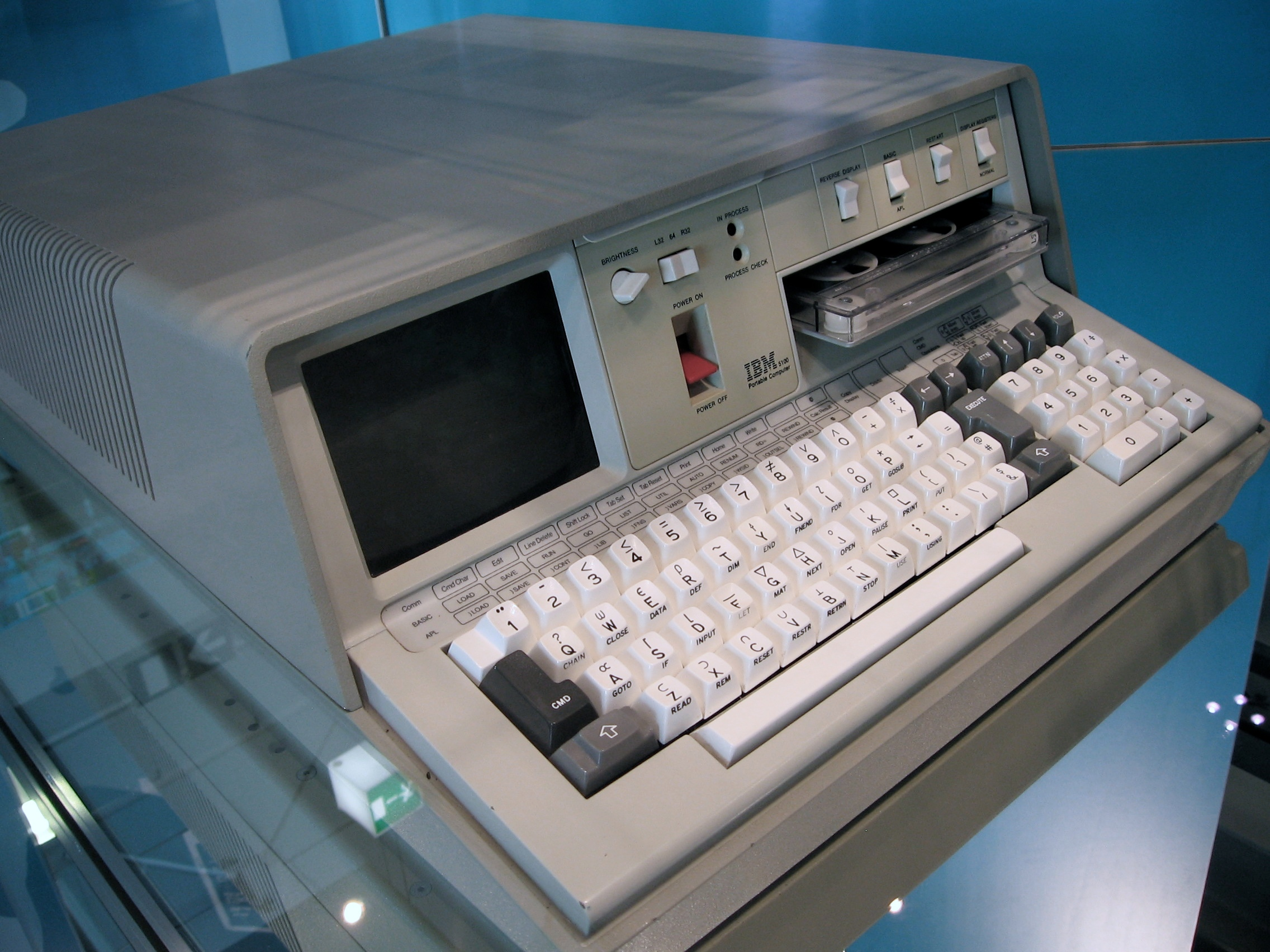
IBM 5100 (o romance visual usa o nome IBN 5100)-um dispositivo que Daruya precisa para quebrar arquivos CERN criptografados.
CERN (o romance visual usa o nome SERN) - o principal inimigo dos membros da GAL
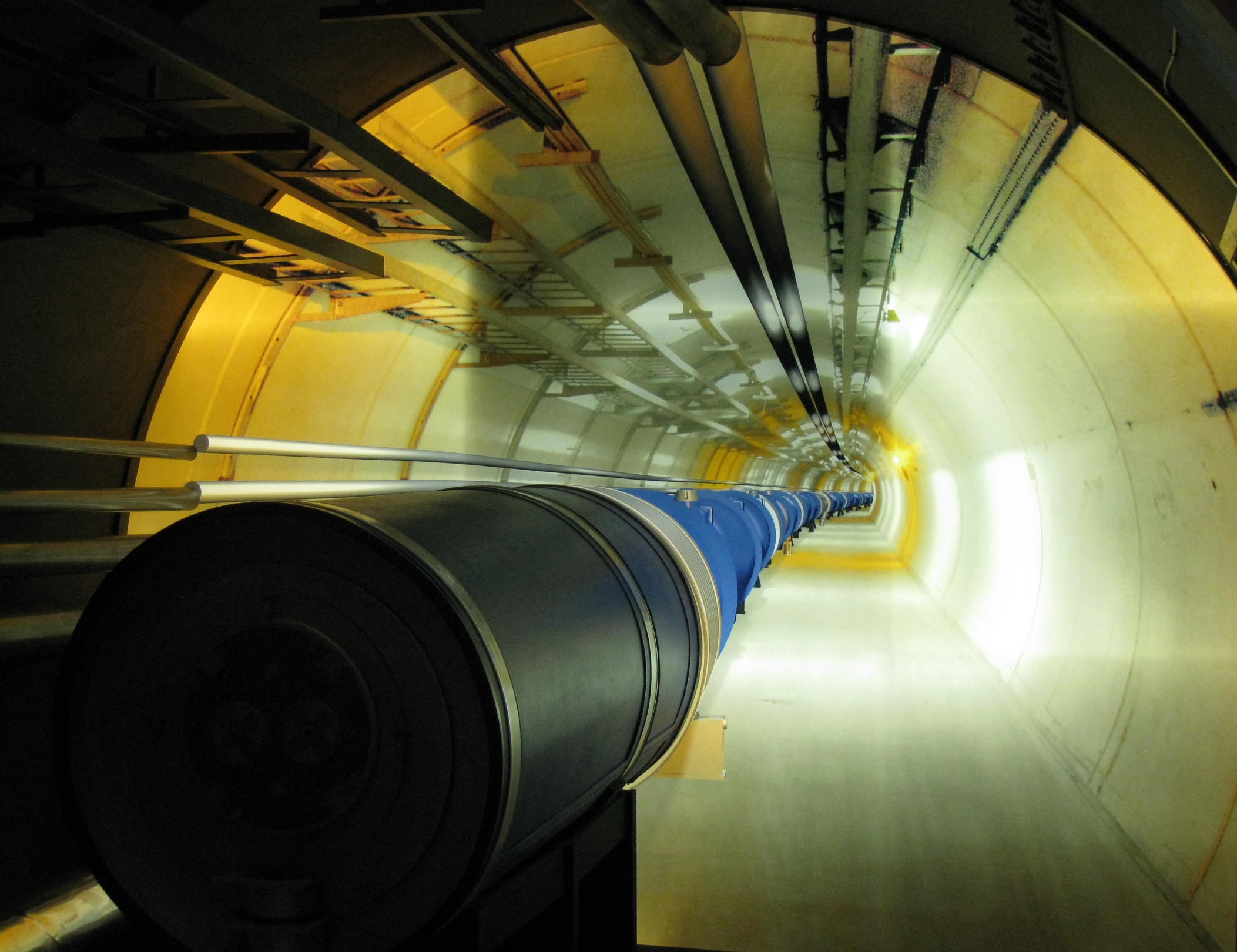
Grande Colisor de Hádrons - Acelerador de prótons usado pelo CERN para experimentos com o tempo.
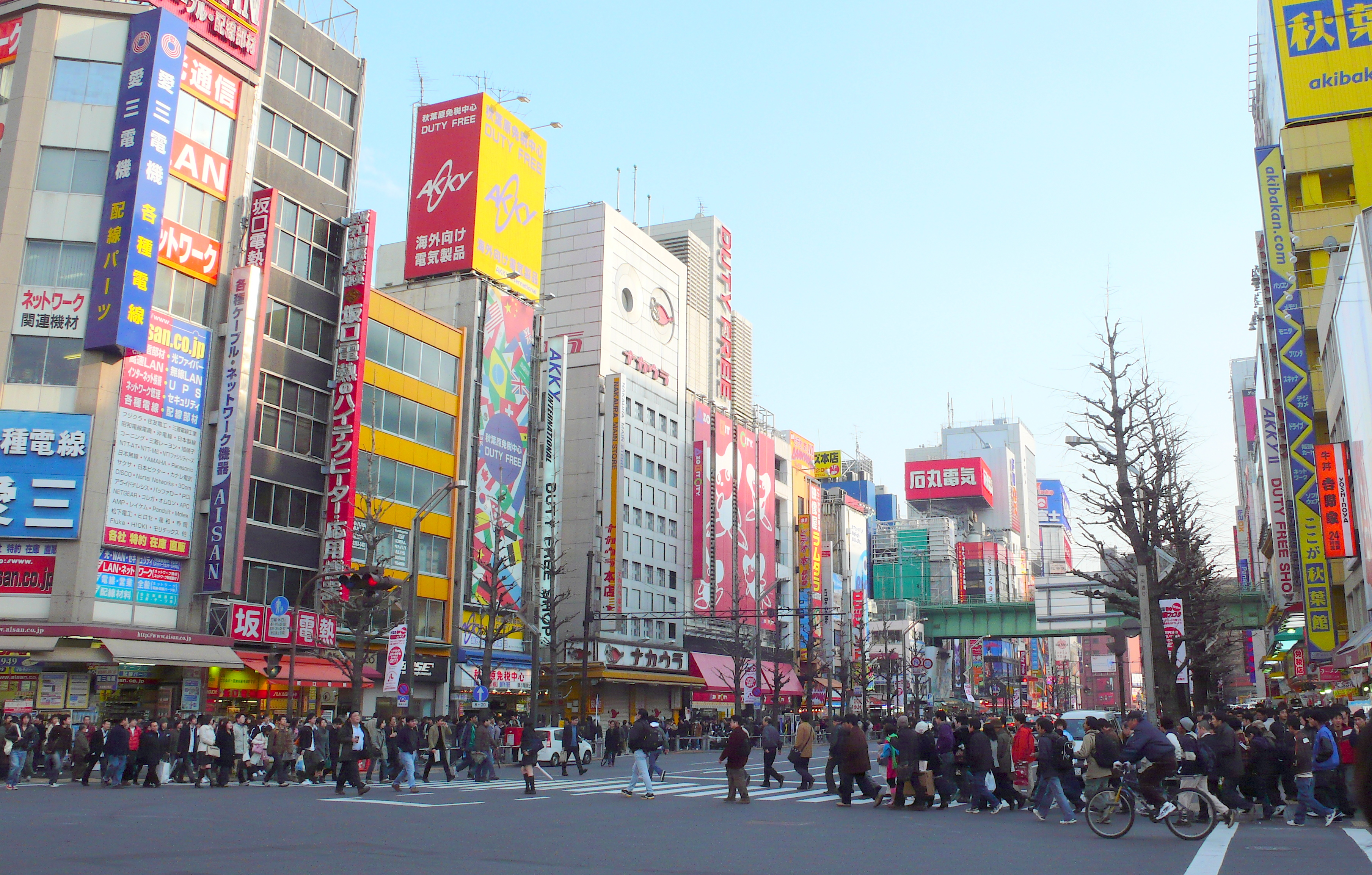
Akihabara - o lugar onde os eventos acontecem

## Produção
Steins; Gate é o segundo trabalho colaborativo entre 5pb. e Nitroplus após o Caos; Cabeça . O jogo foi criado com o conceito de "99% ciência (realidade) e 1% fantasia" em mente. O planejamento para Steins; Gate foi liderado por Chiyomaru Shikura de 5pb. Os personagens foram desenhados por Ryohei Fuke, também conhecido como 'Huke' (conhecido como um dos ilustradores da série Metal Gear e criador da franquia Black Rock Shooter ) enquanto os gadgets foram desenhados por Sh @ rp. Naotaka Hayashi de 5pb. escreveu o cenário com a ajuda de Vio Shimokura da Nitroplus. Tatsuya Matsuhara de 5pb. foi o produtor e Tosō Pehara da Nitroplus foi o diretor de arte. A música foi composta por Takeshi Abo de 5pb. e Toshimichi Isoe do Zizz Studio. Shikura, Hayashi, Matsuhara, Abo e Isoe haviam trabalhado anteriormente em Chaos; Head . O título " Steins; Gate " não tinha significado específico, sendo cunhado da palavra alemã "Stein", que significa pedra, e associado ao famoso físico Albert Einstein .
Steins; Gate foi inspirado em romances visuais anteriores escritos por Hiroyuki Kanno . Isso inclui Eve Burst Error (1995), e mais notavelmente a aventura de viagem no tempo YU-NO: A Girl Who Chants Love at the Bound of this World (1996).
Matsuhara, que criou o conceito do sistema de gatilho do telefone, afirmou que inicialmente queria incorporar o próprio telefone celular do jogador ao sistema. No entanto, a ideia foi abandonada devido a preocupações de que pudesse entrar em conflito com as leis de privacidade japonesas. Quando questionado se o sistema de gatilho do telefone seria usado em uma possível sequência do jogo, Hayashi afirmou que esperava que não fosse o caso e se lembrou de ter dito "quem pensou neste sistema!" enquanto escreve o conteúdo das mensagens de texto. Embora Shikura não tenha contribuído diretamente para o roteiro em si, Hayashi afirmou que Shikura ajudou com o enredo geral e forneceu assistência na segunda metade da história. Em particular, Shikura ajudou muito com os aspectos de viagem no tempo da história. Hayashi afirmou que, embora ele não quisesse que o roteiro repetisse o mesmo texto continuamente, era inevitável devido ao jogador ter que viajar no tempo, então ele tentou enfatizar o andamento geral do desenvolvimento do enredo e como o enredo desdobrado. Com relação ao tema da viagem no tempo, Hayashi sentiu que parecia um tópico exagerado e expressou preocupação quando ouviu a ideia de Shikura pela primeira vez.

## Mídias

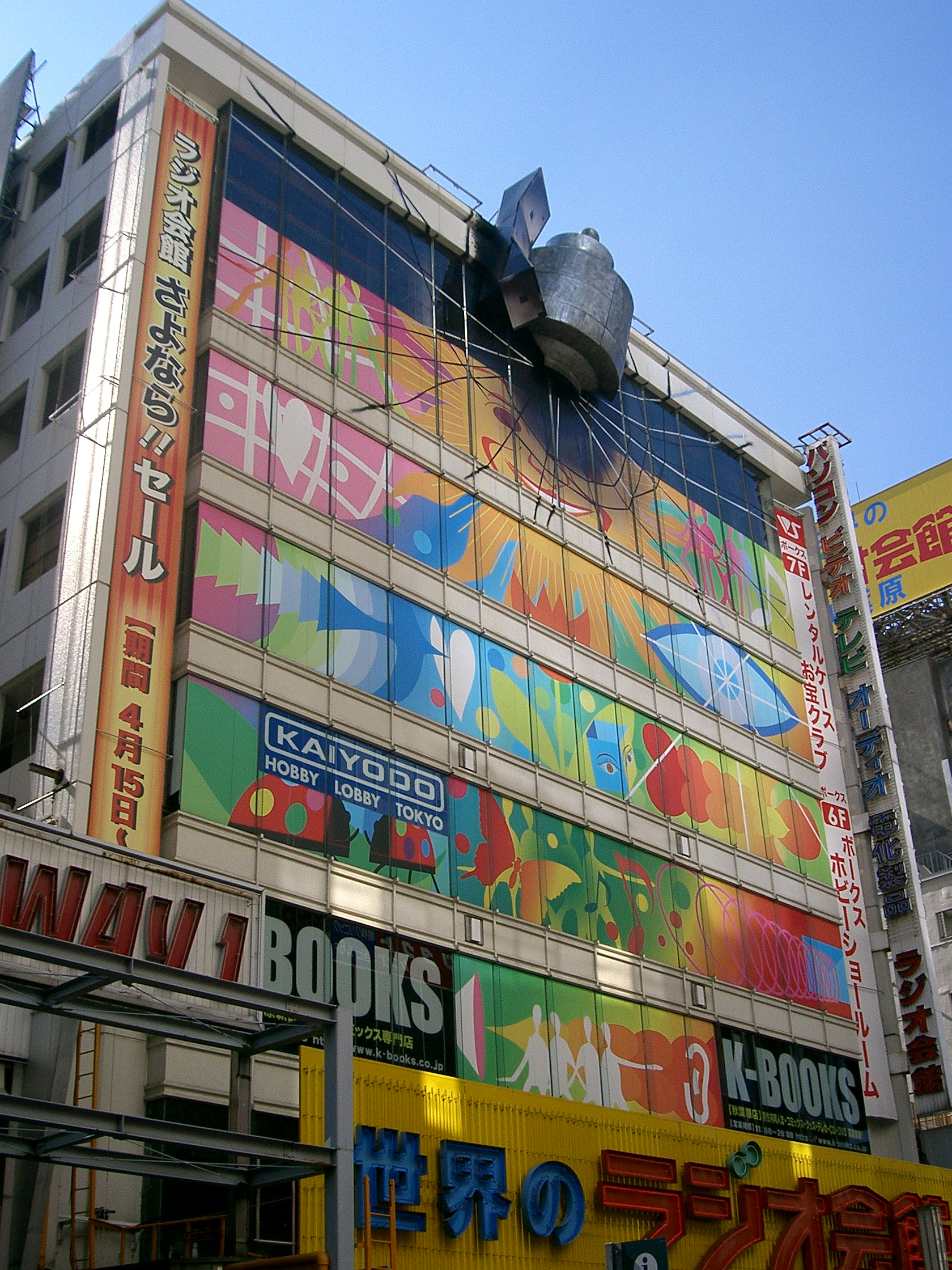
Um modelo de máquina do tempo de publicidade alojado no edifício Radio Kaikan em Akihabara em outubro de 2011.

### Web-rádio
Um programa para rádio para promover Steins;Gate chamado "Steins;Gate Radio Future Gadget Radio Show (Steins;Gate ラジオ　未来ガジェット電波局, Steins;Gate Rajio Mirai Gajetto Denpakyoku)" começou a ser transmitido em 11 de setembro de 2009. O programa foi transmitido online toda Sexta, e foi produzido pela HiBiKi Radio Station. O programa foi apresentado pela Asami Imai, a voz de Makise Kurisu, e Kana Hanazawa, a voz que faz Shiina Mayuri. Convidados que apareceram no programa incluem Yū Kobayashi, a voz de Urushibara Ruka, e Ayano Yamamoto, a voz de Nae Tennōji (天王寺綯, Tennōji Nae). O último programa foi ao ar em 30 de outubro de 2009. Um CD contendo um programa especial com Haruko Momoi, a voz de Feiris Nyannyan, como convidada foi lançado em 29 de dezembro de 2009. Uma coleção de todas as 8 transmissões pela internet, o programa especial e um novo programa lançado em 3 de fevereiro de 2010, em um pacote juntamente com a trilha sonora do jogo. O programa foi gravado no formato MP3.

### Mangá
Em 26 de setembro de 2009, uma adaptação para mangá por Sarachi Yomi foi distribuída na revista da Media Factory, Monthly Comic Alive em Novembro de 2009. Apesar do mangá ter sido lançado antes da visual novel, a história é inspirada no jogo. Essa série foi traduzida para o português pela editora brasileira JBC, que a publicou em 3 edições.
Três histórias paralelas em mangá foram produzidas. Steins;Gate: Bōkan no Rebellion (STEINS;GATE 亡環のリベリオン, Shutainzu Gēto Bōkan no Reberion), ilustrada por Kenji Mizuta, foi distribuída pela Mag Garden na revista Monthly Comic Blade em fevereiro de 2010. O mangá foca em Amane Suzuha contando os eventos da história no seu ponto de vista.  Steins;Gate: Onshū no Brownian Motion (STEINS;GATE 恩讐のブラウニアンモーション, Shutainzu Gēto Onshū no Buraunian Mōshon), ilustrada por Takeshi Mizoguchi, distribuída pela Famitsu na revista online Comic Clear e mostra o ponto de vista de Tennōji Yūgo. Steins;Gate: Shijō Saikyō no Slight Fever (STEINS;GATE 史上最強のスライトフィーバー, Shutainzu Gēto Shijō Saikyō no Suraito Fīvā), ilustrada por Yuzuhana Morita, começou a ser distribuída pela Kadokawa Shoten na revista Comptiq em fevereiro de 2011 e sendo transferida para a Monthly Shonen Ace em Outubro de 2011. O mangá foca na heroína Makise Kurisu mostrando os eventos sobre o seu ponto de vista. Outro mangá, chamado Steins;Gate: Hiyoku Renri no Sweets Honey (STEINS;GATE 比翼恋理のスイーツはにー, Shutainzu Gēto Hiyoku Renri no Suītsu Hanī) começou a ser distribuído na Comic Blade em agosto de 2011. Ele segue os eventos normalmente.
Um mangá focado em comédia, chamado Steins;Gate! (しゅたいんず・げーと), foi ilustrado por Nini e distrivuído pela Media Factory na Monthly Comic Alive em Março de 2011.
Um livro contendo informação e designs de Steins;Gate foi publicado pela Enterbrain em 26 de fevereiro de 2010.

### CDs Drama
Três histórias de drama foram lançadas em 31 de março de 2010, 28 de abril de 2010, e 2 de junho de 2010 respectivamente. O primeiro drama pegou a rotina de Kurisu no décimo capítulo.

### Anime

Pôster do anime "Steins;Gate".

Em 25 de julho de 2010, Chiyomaru Shikura anunciou em sua conta no Twitter que Steins; Gate seria adaptado para um anime . Mais detalhes sobre a adaptação foram revelados nas edições de setembro de 2010 da Newtype e Comptiq . A adaptação foi produzida pela White Fox e exibida no Japão entre 6 de abril de 2011 e 14 de setembro de 2011. A série inteira foi lançada no Japão em nove pacotes combinados de DVD / Blu-ray. Cada conjunto apresenta 2-3 episódios, um livro de arte e um disco bônus contendo música e dramas de rádio do elenco de vozes japoneses. Um episódio OVA foi lançado com o volume final do DVD / BD em 22 de fevereiro de 2012. A adaptação foi dirigida por Hiroshi Hamasaki e Takuya Satō, com composição da série por Jukki Hanada e música por Takeshi Abo e Murakami Jun. Funimation licenciou a série na América do Norte e lançou a série em dois conjuntos de Blu-ray / DVD, em 25 de setembro de 2012 e 18 de dezembro de 2012, respectivamente. Ambas as caixas foram compiladas em uma série completa de caixas Blu-ray / DVD como parte da linha de lançamentos "Anime Classics" da Funimation. Foi lançado em 30 de setembro de 2014. A Manga Entertainment licenciou a série no Reino Unido e a lançou em duas partes em 15 de julho de 2013 e 30 de setembro de 2013, respectivamente. Uma série de curtas-metragens de animação originais Steins;Gate - Sōmei Eichi no Cognitive Computing (シュタインズゲート 聡明叡智のコグニティブ・コンピューティング, Steins;Gate Cognitive Computing of Intelligent Wisdom)  11 de novembro de 2014 e , 2014 como parte de uma colaboração com a IBM para promover a computação cognitiva .
Uma adaptação para anime de Steins; Gate 0 foi lançada. Para comemorar seu lançamento, uma versão alternativa do episódio 23 da primeira temporada foi ao ar em 2 de dezembro de 2015 como parte de uma retransmissão da série, retratando um final alternativo que leva aos eventos de Steins; Gate 0 .

### Música
Steins; Gate tem cinco canções-tema principais, o tema de abertura "Sky Clad Observer" (スカイクラッドの観測者, Sukai Kuraddo no Kansokusha) , o tema do primeiro final "Outro Céu", usado para o final verdadeiro, o tema do segundo final "Unmei no Farfalla" (運命のファルファッラ, Unmei no Farufarra) , usado para os finais alternativos e as canções de inserção" Technovision "e" Masquerade ". A terceira e a quinta canções são cantadas por Yui Sakakibara enquanto as outras são cantadas por Kanako Itō . O "Technovision" de Itō foi incluído em seu álbum "Stargate", que foi lançado em 26 de agosto de 2009. "Sky Clad Observer" foi composta por Chiyomaru Shikura e "Another Heaven" foi composta por Yoshihiro Suda. O single "Sky Clad Observer" foi lançado em 28 de outubro de 2009. "Unmei no Farufarra" de Sakakibara foi composta por Tatsuhi Hayashi e o single foi lançado em 25 de novembro de 2009. A versão para PC recebeu uma nova canção de abertura, "AR" cantada por Kanako Itō. Da mesma forma, as versões para PSP e PS3 também traziam novas canções, todas cantadas por Itō. As canções de abertura foram "Space Engineer" (宇宙エンジニア, Uchuu Engineer)  e "Hisenkei Jeniakku" (非線形ジェニアック, Hisenkei Jeniakku) , respectivamente. A versão para PSP recebeu um novo tema de encerramento intitulado "In the Moonlit Night of Preghiera" (プレギエーラの月夜に, Preghiera no Tsukiyo Ni)  cantado por Yui Sakakibara. Todas essas canções foram lançadas como singles separados e, posteriormente, como uma coleção vocal em 26 de junho de 2013. Os compositores da música de fundo consistiram em Chiyomaru Shikura, AKIRASTAR, Takeshi Abo, Tatsushi Hayashi e Yoshihiro Suda; todos os quais haviam trabalhado anteriormente com 5pb em outros títulos. A trilha sonora do jogo foi lançada em 3 de fevereiro de 2010, em dois discos em um pacote de três que inclui episódios gravados do programa de rádio da Internet. Toda a música de fundo do jogo foi incluída, bem como versões abreviadas das faixas de voz originais do Xbox 360. A trilha sonora de piano para uma das faixas, "Gate of Steiner", também foi incluída na trilha sonora. No episódio 4, a música "Watashi ☆ LOVE na ☆ Otome!" de Afilia Saga East, que também canta a abertura da sequência do jogo Steins; Gate, pode ser ouvida. O PS3 Double Pack Collector's Edition, que continha os Steins; Gate e Hiyoku Renri no Darling originais, acompanhava uma trilha sonora especial intitulada "Steins; Gate Symphonic Material" Ele reúne dez faixas arranjadas do jogo interpretadas por uma orquestra de estúdio e foi lançado em 24 de maio de 2012. Este lançamento foi posteriormente expandido e lançado comercialmente em um conjunto de 2 discos, como "Steins; Gate Symphonic Reunion" em 25 de setembro de 2013.
O anime apresenta quatro peças musicais temáticas; o tema de abertura é "Hacking to the Gate" de Kanako Ito, o tema de encerramento principal é "Tokitsukasadoru Jūni no Meiyaku" (刻司ル十二ノ盟約)  por Yui Sakakibara (nos créditos finais ela é mencionada como FES do Caos; Cabeça "Phantasm" (ファンタズム)  ), os temas finais dos episódios 23 e 24 são "Sukai Kuraddo no Kansokusha" (スカイクラッドの観測者)  e "Outro Céu", ambos de Kanako Ito. Os dois primeiros são originais (criados para séries de anime), os temas finais para os episódios 23 e 24 são adotados do romance visual. A música de fundo do anime foi composta por Takeshi Abo, Jun Murakami e Yoshihiro Suda. Ele utiliza alguns temas que foram retirados diretamente do jogo, mas também apresenta música original tocada por uma orquestra de estúdio. Uma trilha sonora do anime não está disponível comercialmente, mas foi lançada em dois discos incluídos com os Blu-rays japoneses. O primeiro álbum "Butterfly Effect" foi lançado junto com o Volume 2 em 27 de junho de 2011 enquanto o segundo álbum "Event Horizon" foi lançado com o Volume 8 em 25 de janeiro de 2012.

## Episódios
1. Ponto de inflexão
2. Paranóia da Viagem no Tempo
3. Paranóia do mundo paralelo
4. Encontro de intérprete
5. Encontro de colisão de carga
6. Divergência do efeito borboleta
7. Singularidade da divergência
8. Homeostase da Teoria do Caos Parte I
9. Homeostase da Teoria do Caos Parte II
10. Homeostase da Teoria do Caos Parte III
11. Dogma do Evento Horizonte
12. Dogma na Ergosfera
13. Necrose metafísica
14. Necrose Fisica
15. Necrose do elo perdido
16. Fisicamente Necrose
17. Necrose Sacrificial
18. Fabricação complexa
19. Andrógino Fractal
20. Apoptose eterna
21. Apoptose finalizada
22. Derretimento Causal
23. Abra o Steins Gate (Linha alfa)
24. Abra o Steins Gate (Linha beta)
25. Ponto de Conquista
26. Poliomania rampante escarlate

### OVA
1. Capítulo de culinária
2. Capítulo de Navegação
3. Capítulo de Moda
4. Capítulo da Reunião

### Movie
- Steins;Gate: O Filme - Carregar Região de Deja Vu

### Steins;Gate Zero
1. Elo perdido do Aniquilador: Zero Absoluto
2. Epígrafo da Curva Fechada: Epígrafo Fechado
3. Protocolo do Evangelho de Dois Lados: Protocolo do Dia X
4. Solidão do Fluxo Mournful: Uma Ovelha Perdida
5. Solidão do Astigmatismo: Ovelhas Enredadas
6. Eclipse de Ordenação Orbital: O Eclipse Orbital
7. Eclipse de Transição Vibrônica: Transição Vibrônica
8. Conflito Duplo
9. Caixa de retorno eterna de Pandora
10. Pandora da Existência Provável: Cubículo Proibido
11. Pandora da Existência Esquecida: Relicário Selado
12. Mamãe Ganso da Recursão Mútua: Mamãe Ganso Recursiva
13. Mamãe Ganso do Difrativo Recitativo: Difração Mamãe Ganso
14. Reconhecimento do Limite Elástico: Presságio ou Reconhecimento
15. Reconhecimento da Linha Assintótica: Reconhecer Assíntota
16. Altair do Ponto no Infinito: Vega e Altair
17. Altair do Plano Hiperbólico: Pseudosfera de Beltrami
18. Altair de Simetria Translacional: Simetria Translacional
19. Altair da Coordenada Cíclica: Máquina Pula-Tempo
20. Renascimento da promessa inabalável: Renascimento prometido
21. Renascimento de Formação de Imagem: Retorno da Fênix
22. Renascimento de Projeção: Projeto Amadeus
23. Arclight do Ponto no Infinito: Arclight do Céu
24. São Valentin do polimorfismo de cristal: Intermedio Agridoce

### Música
Steins;Gate teve quatro músicas-tema, o tema de abertura "Sky Clad Observer" (スカイクラッドの観測者, Sukai Kuraddo no Kansokusha), a primeira música de encerramento "Another Heaven", a segunda música de encerramento "Unmei no Farfalla" (運命のファルファッラ, Unmei no Farufarra)", e uma música inserida "Technovision". A terceira música foi cantada por Yui Sakakibara enquanto as outras foram cantadas por Kanako Itō. "Technovision" foi incluída no seu álbum "Stargate" que foi lançado em 26 de agosto de 2009. "Sky Clad Observer" foi composta por Chiyomura Shikura e "Another Heaven" foi composta por Yoshihiro Suda. O single "Sky Clad Observer" foi lançado em 28 de outubro de 2009. "Unmei no Farufarra" foi composta por Tatsuhi Hayashi e o single foi lançado em 25 de novembro de 2009. A trilha sonora do jogo foi lançada em 3 de fevereiro de 2010 em dois cds em conjunto de três que incluía as gravações do programa de rádio da internet. Todos os fundos musicais do jogo foram incluídos como também as versões curtas de algumas vozes. "Gate of Steiner", versão piano, foi incluída na trilha sonora. No episódio 4, a música "Watashi☆LOVE na☆Otome!" de Afilia Saga East, que também canta a abertura da sequencia do jogo de STEINS;GATE, pode ser ouvida. O tema de abertura de Steins;Gate Zero é Fatima, cantada por Kanako Itō,  Amadeus por Kanako Itō, o tema de encerramento é Last Game cantada por Zwei 1-7, 9-13, Lyra por Zwei 8, Hoshi no Kanaderu Uta por Megumi Han 14-22, World-Line por Asami Imai e Gate of Steiner por Eri Sasaki 23.
O anime apresenta dois temas musicais; a abertura é "Hacking to the Gate" de Kanako Ito enquanto o encerramento é a música  "Tokitsukasadoru Jūni no Meiyaku" (刻司ル十二ノ盟約) de Yui Sakakibara. A trilha sonora do anime, Steins;Gate Original Soundtrack, foi lançada em 27 de julho de 2011 juntamente com STEINS;GATE Vol.2 [Limited Edition] [Blu-ray].